# Caleb Bragg
Caleb Smith Bragg, dit Caley ou le Chesterfield of the racing crowd en raison de son élégance vestimentaire, né le 23 novembre 1885 à Cincinnati (Ohio) et décédé le 24 octobre 1943 à New York City, était un pilote automobile, aviateur et  champion de motonautisme américain.

## Biographie
Il était le fils d'un riche éditeur de Cincinnati.
Alors étudiant à l'Université Yale, il manifesta son intérêt pour le monde de la compétition automobile. Diplômé en 1908, il prit une formation complémentaire d'ingénieur au Massachusetts Institute of Technology (MIT) en 1909. Durant la première guerre mondiale il fut attaché à l'ambassade des États-Unis à Paris, puis pilote d'essai pour l'armée américaine.
Ses premières courses eurent véritablement lieu en avril 1910 à Playa Del Ray, à côté de Los Angeles beach: Ralph DePalma n'ayant pu faire accepter sa Fiat Méphistophélès 200HP sur le tout nouveau rond local en bois de un mile, face à son habituel challenger Barney Oldfield sur sa Blitzen-Benz, le tout jeune Bragg alors âgé de 22 ans dut le remplacer au pied levé avec sa Fiat 90 personnelle: il remporta contre toute attente deux des trois sprints (et 2 000 $), face à un Oldfield vexé.
Rentré aux États-Unis en 1915, il apprit à piloter un avion et effectua son premier vol solo au printemps 1916, établissant un an plus tard déjà quelques records de vitesse et d'altitude. Il fut alors nommé vice-président de la Glenn L. Martin Company, puis il organisa et dirigea la Wright-Martin Company (Wright Aeronautical Corporation). De 1917 à 1918, il entraîna une unité d'aviation de Yale en Floride puis il devint capitaine de l'armée et pilote d'essai à McCook Field, Dayton, (Ohio), dirigeant ultérieurement les activités de vol sur place.
Ses deux dernières courses disputées furent lors du Grand Prix des États-Unis (3e participation) et de la Coupe Vanderbilt en 1915, à San Francisco sur Mercer.
Il a développé un système de freinage sous vide avec Victor William Kliesrath appelé le frein de Bragg-Kliesrath. Ils ont ensemble formé une société en 1920 à Long Island City, Queens, et Ethel Merman fut sa secrétaire personnelle avant de devenir célèbre. Ils vendirent l'entreprise à Bendix Corporation à la fin des années 1920, mais Caleb Bragg continua à déposer des brevets automobiles (plus de 150). Il devint alors Président de la  Langley Aviation Corporation, puis vice-président de C.M. Keys Aircraft Service, Inc..
Entre 1920 et 1924, il présida l'Aero Club of America.
Il a aussi été le premier Président de l'Automobile Club de Yale, ainsi que du Wings Club aéronautique de New York, fondé en 1942 (auquel appartint également Eddie Rickenbacker).

## Palmarès

### Records (voiture)
- Nationaux sur circuit fermé des 2, 3, 4, et 5 miles (3' 11" 75/100e), à Plya del Ray en 1912.

### Victoires

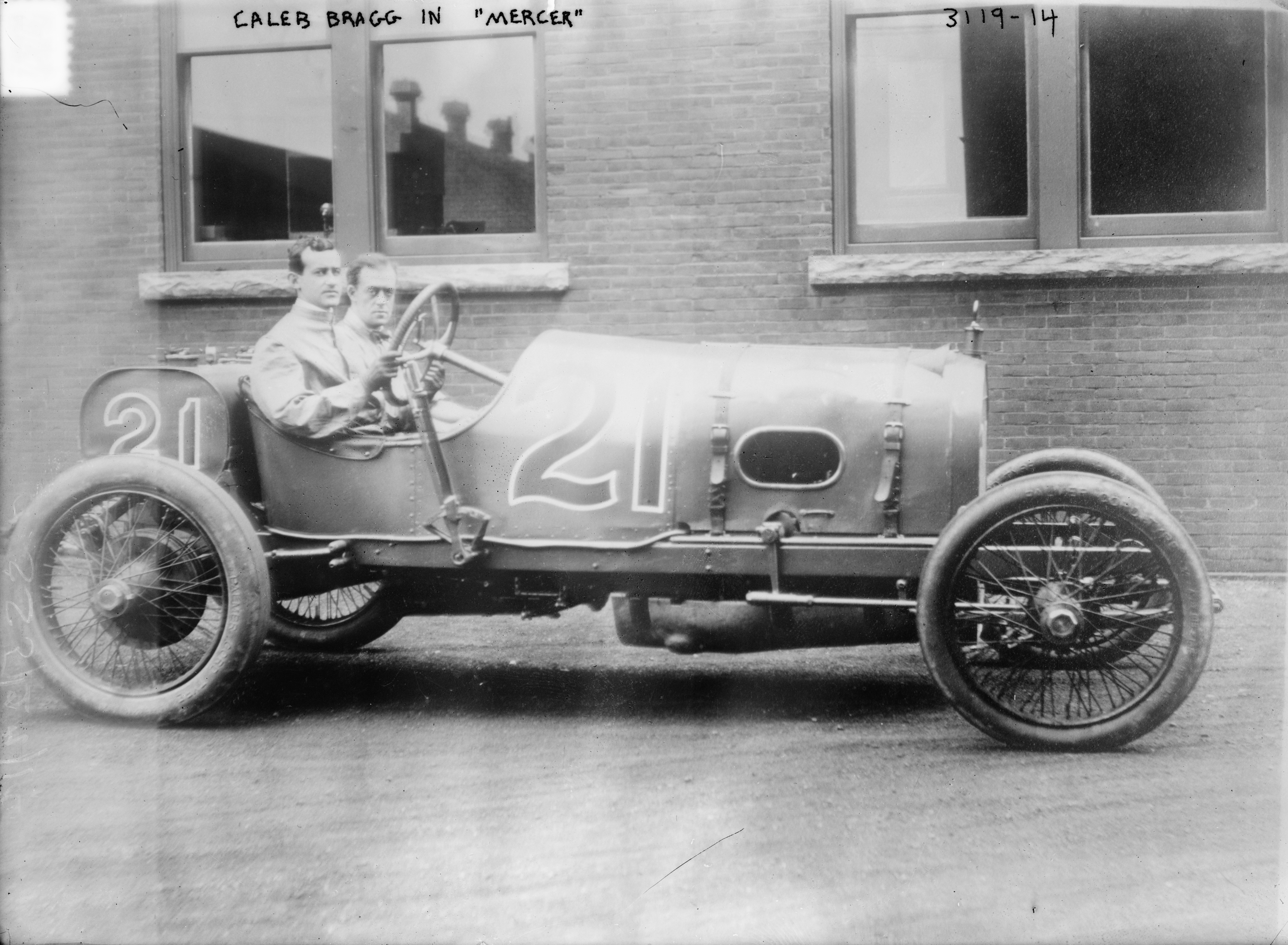
Bragg sur Mercer à l'Indy 500 de 1914.

- Playa del Ray en 1912 (les 5 miles), sur Fiat;
- Grand Prix automobile des États-Unis 1912, sur Fiat SpA privée (à Milwaukee, course stoppée par la pluie à mi-parcours; 4e en 1911);

### Résultats à l'Indy 500
- Pole position, en 1913 (3e édition, par tirage au sort sur Mercer);
- 3 participations, entre 1911 et 1914 (servant de pilote d'appoint à "Terrible Teddy" Tetzlaf en 1912, deuxième de la course après avoir pris sa voiture dans les stands lorsqu'il était également deuxième provisoire; de plus il fut brièvement en tête en 1914, avant de devoir encore abandonner).

### Résultats en championnat racing car AAA
Participation de 1911 à 1915, sur Fiat SpA privée puis Mercer, avec  7 départs.  2 "top 5", dont une deuxième place en 1912 à Santa Monica.

### Records aéronautiques
- 1917 (été): d'altitude en avion (record national), avec 20 000 pieds, puis 21 000 quelques jours plus tard;
- 1918: liaison Dayton à Washington en 2 heures 1/4;
- 1919: d'altitude pour un hydravion, avec 20 000 pieds.

### Victoires motonautiques
- APBA Challenge Cup (en) de Détroit à trois reprises consécutives, en 1923 (sur Packard Chriscraft), 1924 et 1925 (sur Baby Bootlegger).